# Ricardo Letts Colmenares
Ricardo Letts Colmenares (Lima, 9 de agosto de 1937-Lima, 18 de mayo del 2021) fue un ingeniero agrónomo, periodista, escritor y político peruano. Reconocido dirigente de la izquierda peruana, ejerció como diputado desde julio de 1990 hasta el autogolpe de Alberto Fujimori en abril de 1992 .Fue uno de los fundadores de Vanguardia Revolucionaria y del Partido Unificado Mariateguista. Tuvo una activa participación como asesor en los movimientos campesinos que reclamaban la implementación de la Reforma Agraria en la década de 1960 y de 1970.

## Biografía

### Familia
Nació en la ciudad de Lima, el 9 de agosto de 1937. Era hijo del hacendado Roberto Letts Sánchez y Josefina Colmenares Castro, el cuarto de nueve hermanos. Su hermano mayor, Roberto, fue un empresario minero, presidente y principal accionista de la minera Volcan, fallecido en el 2010. Sus hermanas, Doris y Josefina, son madre del periodista Jaime Bayly y esposa del político Felipe Osterling, respectivamente. Además, es tío de la pintora peruana Luz Letts.
En 1965 se casó con María Luisa Raygada, quien falleció en 1977 a consecuencia de un accidente de tránsito y con la que tuvo un hijo, Rafael Letts Raygada (1969-). En 1979 se volvió a casar con Margarita Benavides Matarazzo, nieta del presidente Óscar Raimundo Benavides y descendiente del millonario ítalo-brasileño Francesco, conde Matarazzo, con quien tiene una hija, Livia Letts Benavides (1982- ), historiadora.

### Estudios y trayectoria profesional
Cursó su educación primaria en el colegio Inmaculado Corazón, y su educación secundaria en el Colegio Santa María Marianistas en Lima. De 1955 a 1959 hizo sus estudios superiores en la Escuela Nacional de Agricultura (ENA), actualmente conocida como Universidad Nacional Agraria La Molina (UNALM). Se graduó en Agronomía en 1959. Durante esa etapa, jugó en la segunda división del fútbol profesional, por el club Porvenir Miraflores. También practicó natación y tabla en el club Waikiki del que era socio.
Inició su experiencia profesional como administrador de la Compañía Agrícola La Mina, Sayán (1960-1962). Se tituló como Ingeniero Agrónomo en 1963 con la tesis «Justificación Económica y Política de la Reforma Agraria Peruana». Siguió estudios de postgrado en la Escuela Práctica de Altos Estudios de París (1966-1968).
Entre 1962 y 1963 trabajó como investigador del Instituto de Reforma Agraria y Colonización (IRAC) en la elaboración del informe preliminar sobre la «Situación de la Tenencia de la Tierra en el Perú»; y luego en Washington en 1964 el Informe Final con A. Saco Miro-Quesada.
Entre 1995 y 1996 retomó sus estudios en la Escuela Superior de Administración de Negocios, donde se graduó con la tesis «Proyecto de inversión: leña ecológica».
De 1981 a 2007 se desempeñó como presidente ejecutivo de la empresa agrícola Huerto Alamein S.A., en Pisco, la cual tiene una extensión de 300 hectáreas, espacio donde sembró olivos e instaló una planta procesadora de aceitunas. Fue presidente de la Asociación Nacional de Productores y Exportadores de Aceituna Peruana (ANPEAP), de 1997 a 2007 y secretario de la Convención Nacional del Agro Peruano (CONVEAGRO), de 1998 al 2002.

## Carrera política

### Movimiento Estudiantil (1956-1959)
Entre 1956 y 1959 fue dirigente estudiantil de la ENA. En 1959 fue elegido presidente del Centro de Estudiantes de Agronomía y Ganadería. Participó del liderazgo del movimiento estudiantil y profesoral de la ENA, que forzó la renuncia del rector en 1958 e inició una reforma de la vieja escuela pro-oligárquica en 1959. En 1958-59 fue parte del liderazgo que derrotó y desalojó para siempre al Partido Aprista Peruano de la Federación de Estudiantes del Perú (FEP).

### Movimiento Agrario (1962-1990)
Fue asesor de la Confederación Campesina del Perú, CCP (1962-1977), donde fue miembro del Consejo Consultivo hasta 1995. También fue presidente del Consejo Unitario Nacional Agrario, CUNA, (1985-1990). Fue presidente de la Asamblea Nacional Popular (1987-1990) en representación de la CCP.

### Acción Popular (1961-1965)
Se inició en la política nacional apoyando la candidatura de Fernando Belaúnde Terry en 1956. Ingresó al partido Acción Popular (AP) en Huacho (1961). Luego se convirtió en miembro del comité provincial de Chancay y participó en el III Congreso Nacional del partido realizado en Iquitos. En un viaje por el río Ucayali, conoció personalmente a Belaunde. Fue nombrado secretario nacional de Asuntos Campesinos y luego jefe del Comando de Juventudes. En 1963, Eduardo Orregó lo llevó a trabajar a Cooperación Popular y más adelante pasó a ser secretario general de dicha entidad. En febrero de 1965, la PIP allanó su oficina de Cooperación Popular. Ante ello, renunció a Cooperación Popular y a fines de abril, a Acción Popular. A lo largo de su militancia en AP demostró abiertamente su radicalismo, que no fue bien visto por Belaúnde y los otros líderes acciopopulistas. Tras esto, Letts se separó entonces del Acción Popular y luego decidió a fundar otro partido revolucionario.

### Vanguardia Revolucionaria (1965-1984)
El 30 de mayo de 1965 fundó Vanguardia Revolucionaria (VR), junto con Ricardo Napurí, Edmundo Murrugarra, Efraín Franco, Antonio Lobato y unos 30 integrantes más. En dicha entidad ejerció el cargo de secretario de Defensa. En su ideario, el VR consideraba necesaria la lucha armada para la toma del poder, por lo que pronto fue relacionado con las guerrillas de extrema izquierda surgidas en el Perú por esos años: el Movimiento Izquierda Revolucionaria (MIR) y del Ejército de Liberación Nacional (ELN). El 11 de agosto de ese año, Letts fue baleado y apresado, acusado de colaborar con dichas guerrillas. Salió libre y en febrero de 1966 viajó exiliado a París.
Desde París tomó contacto con Cuba y desarrolló un programa de formación de cuadros militares guerrilleros para la lucha revolucionaria en el Perú (1966-1967). Siguió estudios de postgrado en marxismo y economía socialista en la Escuela Práctica de Altos Estudios de la Universidad de París y en La Sorbona (1966-1968). Fue elegido secretario general de Vanguardia Revolucionaria en el II Congreso de dicho partido en 1968. En 1970 fue apresado nuevamente, y deportado a Barranquilla, Colombia. En Tocumen, Panamá, logró liberarse y salvar su vida.
En 1971 volvió al Perú. Tras una intensa actividad apoyando la organización sindical del campesinado, en la Confederación Campesina del Perú (CCP), orientó en el campo el masivo movimiento de toma de tierras de 69 haciendas en Andahuaylas, en 1974. Volvió a ser apresado y fue enviado al penal de Lurigancho. Salió libre tras ser absuelto.
Bajo la dictadura del general Francisco Morales Bermúdez, participó en el Comando Nacional Unitario de Lucha por el Paro Nacional del 19 de julio de 1977; luego en el Paro Nacional del 23 y 24 de mayo de 1978, en vísperas del cual fue apresado. Fue deportado y entregado al Ejército Argentino, encarcelado en el cuartel de Jujuy, y luego en Buenos Aires, junto con un grupo de 12 peruanos.

### Partido Unificado Mariateguista (1984-1996)
Con Javier Diez Canseco, Carlos Tapia, Nicolás Lynch, Eduardo Cáceres Valdivia, Agustín Haya de la Torre, Santiago Pedraglio, Víctor Torres Lozada, y otros, fue fundador y dirigente del Partido Unificado Mariateguista (PUM) (1984-1995). Ante el planteamiento de Diez Canseco de disolver el PUM, renunció en 1996.
Letts viajó a Francia invitado por la Asamblea Nacional de dicho país; a los Estados Unidos invitado por el Departamento de Estado; a China invitado por el Comité Central del Partido Comunista de China; a Cuba, numerosas veces, entre 1961 y 1994, invitado por el ICAP y el Comité Central del Partido Comunista de Cuba.

### Diputado por Lima
Ricardo Letts postuló diversas veces al Congreso de la República. Su primera candidatura parlamentaria fue en el año 1978 como diputado constituyente por la Unidad Democrático Popular, luego intentó ser senador en 1980 y posteriormente en 1985 por Izquierda Unida.
Finalmente fue elegido en las elecciones parlamentarias de 1990, obteniendo 15,559 votos, para el periodo parlamentario 1990-1995.
Durante su labor en la Cámara de Diputados, junto con Lourdes Flores, Pedro Cateriano y Fernando Olivera, lideró la triunfante acusación constitucional por enriquecimiento ilícito contra el expresidente Alan García durante su primer gobierno. Lideró en el Congreso la formación de la alianza de la Izquierda Unida y el Frente Democrático para producir primero la ruptura de la alianza del aprismo y el fujimorismo, y luego el aislamiento de este. Luego encabezó la interpelación y censura al entonces ministro de Agricultura Enrique Rossl Link, que fue la primera censura en 30 años.
De dicho paso por el Congreso de 1990-1992 se recuerdan algunos episodios pintorescos, pero que para Letts tuvieron un gran significado político. Según cuenta, para impedir que se archivara la acusación constitucional a García, el 31 de mayo de 1991, en medio de una ardorosa sesión parlamentaria, se subió sobre una silla y escribió con un plumón sobre la pared del hemiciclo: «La defensa de los derechos humanos es un deber del Estado». Escandalizado, el presidente del Congreso suspendió la sesión. Logrado su propósito, Letts borró lo escrito repintando el muro. Diez días después, acompañó a la dirigencia de Construcción Civil a presentar un memorial a Fujimori, ocasión en la que fue rociado con agua por el carro rompe manifestaciones (el célebre “rochabús”). Fujimori accedió a recibirlo, pero antes de entrar a Palacio, Letts se sacó el agua de los zapatos y exprimió sus medias, en la puerta de entrada. Esta imagen fue reproducida muchas veces por la prensa escrita y televisada, y según los analistas, contribuyó al desprestigio del parlamento, cuyo cierre tras el autogolpe tuvo masivo apoyo popular.
En otra ocasión, el 16 de octubre de 1991, en víspera de su presentación en el Senado para acusar a García, recibió un «sobre-bomba», el cual fue detectado por sus asistentes y explotó al intentarse su desactivación por una unidad especializada.
El 5 de abril de 1992, su cargo como diputado fue interrumpido tras el autogolpe de estado decretado por el presidente Alberto Fujimori. Tras esto, Letts se formó parte de la oposición al régimen fujimorista y fue víctima de agresiones por parte del gobierno, donde se le recordó cuando fue captado exprimiendo sus medias tras ser empapado por un rochabús.

### Comité Malpica
Fundó el Comité Malpica (CM) en 1998, con Raúl Wiener, Delfina Paredes y otros, una organización política revolucionaria cuyo nombre fue adoptado en memoria de Carlos Malpica Silva-Santisteban, también destacado intelectual y luchador político de izquierda. Con el CM participó en la Marcha de los Cuatro Suyos liderado por Alejandro Toledo contra la segunda reelección de Alberto Fujimori el 28 de julio del año 2000.
En febrero del 2001, a nombre del CM y de la Asamblea Popular de Lima, sustentó legalmente y denunció ante el fiscal de turno al expresidente Alan García por la masacre y genocidio de los penales del 18 y 19 de junio de 1986. En 2004-2005 participó con el CM en el movimiento de fundación del Frente Amplio de Izquierda (FADI), conformado también por la gran mayoría de las organizaciones de izquierda existentes. Se separó del FADI al negarse éste a respaldar la candidatura presidencial de Ollanta Humala en las elecciones generales del 2006. Ricardo Letts también apoyó a Humala en el 2011 y se afilió al Partido Nacionalista Peruano en 2012, donde luego terminó por renunciar en 2014 tras discrepancias con la política del gobierno humalista.

### Elecciones regionales de Lima
Participó en las elecciones regionales del año 2002 como candidato de la Agrupación Independiente Unión por el Perú - Frente Amplio para la presidencia del Gobierno Regional de Lima. Quedó en sexto lugar obteniendo el 3.049% de los votos.

## Periodismo
Fue subdirector y director de la revista Marka (1975-1977), director de la revista Zurda (1978-1980) y editor y director de El Diario Marka (1983-1984).
Fue además director y fundador del mensuario político Trenzar, desde agosto de 2008 y por acuerdo del CM. En su primer número publicó su entrevista a Prachanda, líder del Partido Comunista de Nepal (Centro Maoísta) y primer ministro de Nepal, en donde éste criticaba la derrotada experiencia del Partido Comunista Peruano - Sendero Luminoso y de Abimael Guzmán en el Perú.

## Fallecimiento
El 18 de mayo del 2021, Ricardo Letts falleció a los 83 años tras padecer de una penosa enfermedad. Tras su fallecimiento, Letts fue homenajeado por el Congreso de la República.

## Publicaciones
•	La Izquierda Peruana - Organizaciones y Tendencias. Segunda Edición Ampliada. Lima: Persistiremos EIRL, 2014. 338pp.
•	Forjando Vanguardia Revolucionaria. Diarios y cartas 1966-1968. 2 tomos. Lima: Persistiremos EIRL, 2013. 682pp. 
•	La ruptura. Diario íntimo 1959-1963. Lima: Persistiremos EIRL, 2011. 302 pp.
•	Honrar Padre y Madre. Lima, 2010. 219pp.
•	La Izquierda Peruana: Organizaciones y Tendencias. Lima: Mosca Azul Editores, 1981. 198 pp.
•	Perú: Révolution Socialiste ou Caricature de Révolution. París: Maspero, 1971. 100pp.
•	Perú: El Mito de la Revolución Militar. Caracas: Ediciones Bárbara, 1970. 97pp. 
•	Perú, Revolución, Insurrección, Guerrillas. París, Ediciones Vanguardia Revolucionaria, 1966. 45pp.
•	Reforma Agraria Peruana. Justificación económica y política. Lima: Ediciones Trilce, 1964. 101pp.
•	En el camino de la revolución nacional. Reforma Agraria. Conferencia y Debate. Lima, 1962. 64pp.

## Entrevistas
1. "Barrantes, la IU y el PUM" - En Persona, César Hildebrandt (TV) - 25.1.87 - LIMA
2. "Chávez y la Izquierda" - La Ventana Indiscreta, Cecilia Valenzuela (TV) - 9.6.8 - Lima
3. "No tengo ninguna duda de que vivimos últimos días de Toledo" - Diario La Razón, Ítalo Oberto Besso (12-13 Págs.) - 13.6.4 - Lima
4. "Rospigliosi es ahora retrógrado y reaccionario" - Diario Liberación, Carlos Orteaga (4pg.) - 26.4.4 - Lima
5. "El movimiento social que ha conmovido como ningún otro la historia del Perú y su impacto en la educación" - Sustentación de tesis, Walter Humala (1-11 pgs.) - 1.4.4 - Lima
6. "Alan y los apristas quieren colgarse del paro" - Diario Liberación, Ivan Munayco (4 pg.) - 11.1.4 - Lima
7. "Bolivia es el espejo en el cual debe mirarse el Perú" - Diario La Razón, Ítalo Oberto esso (12-13 pgs.) - 19.10.3 - Lima
8. "No estamos en Bolivia... pero parecería que hacia allá vamos" - Revista Quid - Mario Ghibellini (6-7 pgs.) 1.10.3 - Lima
9. "García quiere mordisquear un sector de la izquierda" - Diario Correo, Emilio Camacho (11 pg.)- 14.9.3 - Lima
10. "El actual SL está todavía por definirse" - Diario Expreso, Pamela Palacios (6 pg.) - 8.9.3 - Lima
11. "Bayly dijo que escribiría una novela sobre mí" - Diario Perú21, Antonio Escalante (s/n pg.) - 2002 - Lima
12. "El APRA votará por mí" - Diario La República, Maritza Espinoza (4 pg.) - 3.11.2 - Lima
13. "No me siento incómodo en la Sociedad Nacional de Exportadores" - Diario Gestión, (pg. 17) - 22.2.98 - Lima
14. "No soy burgués, soy empresario" - Diario El Comercio, Carmen Sandoval (pg. 3) - 1.2.98 - Lima
15. "Perú exportará 15,000 toneladas de aceitunas el 2000" - Diario Gestión, José Salardi Rodríguez (pg. central) - 18.8.97 - Lima
16. "¿Izquierda con Pérez de Cuellar?" - Diario Magazín Dominical, Saniel Lozada Alvarado (pg. 4) - 19.6.94 - Trujillo
17. "Izquierda Unida abandonó al movimiento popular y se quedó al margen de la lucha de las masas" - Diario Páginas Libres, Carlos Noriega (10-11 pgs.) - 6.9.90 - Lima.
18. "Hay que votar por el Fujimori" - Diario Novedades, Isabel Geldres (11-13 pgs) - 16.5.90 - Lima
19. "Sangre de esta década mancha a la izquierda" - Nota no consigna, Manuel Pérez (12-13 pgs.) - 15.5.90 - Lima
20. "Todos aceptan en la izquierda como nuestro aliado a Cambio 90" - Diario Hoy, Adriana Recchia (6-7 pgs.) - 6.5.90 - Lima
21. "Destruir cocales peruanos sería como quemar las viñas de Francia" - Diario Misión, Felix Arias Shereiber (pg. 14) - 18.2.90 - Lima
22. "El desenlace próximo de la crisis será político y militar" - Escrita no consigna, Plinio Esquinarila Bellido (1-8 pgs.) - 6.6.88 - Lima
23. "Sendero Luminoso y el grupo MRTA son organizaciones diferentes" - El Diario, Luis Arce Borja (pg. 8-9) - 8.3.87 - Lima
24. "La Asamblea Nacional Popular es indispensable" - Diario Cambio, Arturo Mayorca (pg. 5) - 5.6-87 - Lima
25. Apoyo (pgs. 1-3) - 28.10.87 - Lima
26. "Lucha de clases en EL ALAMEIN" - Revista Sí, Enrique Sánchez Hernani (pgs. 36-41) - 18.5.87 - Lima
27. "Rimanacuy y organizaciones campesinas" - Diario La República, Prog. Radial "Tierra Fecunda" (9-10 pgs.) - 24.6.86 - Lima
28. "Alan debe dialogar con Diez Canceco" - Diario El Nacional, "Primera Línea" (pgs. 4-5) - 13.4.86 - Lima
29. "El Gobierno está en curso positivo" - Diario El Nacional, "Primera Línea" (pgs. 14-15) - 3.11.85 - Lima
30. "Richard Letts y sus chistes rojos" - Revista Oiga (pgs. 37-39) - 31.1.83 - Lima
31. "Letts a la vista" - Revista Hermano Lobo (pgs. 13-15) - 11.4.83 - Lima
32. "Las revoluciones no se hacen por consenso" - El Diario, Hernando Burgos (pg. 13) - 7.5.83 - Lima
33. "Dirección de IU es de pacotilla" - Diario El Observador, J.J. Vega Miranda (5-6 pgs.) - 5.6.83 - Lima
34. Revista Caretas, César Hildebrandt (31-32 pgs.) - 1983 - Lima
35. "La crítica de un marginado" - Diario Caballo Rojo, Raúl González (pg. s/n) - 3.1.82 - Lima
36. "Busquemos dialogar con Sendero Luminoso" - Diario Caballo Rojo, Victor Hurtado (pgs. 6-7) - 4.4.82 - Lima
37. ¡Que vivan el feminismo sereno! - No consigna, (pg. s/n)- 6.11.82 - Lima
38. "Sendero construye un ejército propio" - Diario La República, (pgs. 9-11) - 29.8.82 - Lima
39. Letts de "El Alamein" del verde olivo a la aceituna - Revista Caretas, Gustavo Gorriti (pgs. 40-45) - 25.1.82 - Lima
40. ["Sobre VR y la actualidad"] - PRENSA ESCRITA PERUVIAN POLITICAL OPTIONS, Eugenio Chang Rodríguez (pgs. 1-5) - 14.8.82 - Lima
41. "La crítica de un marginado" - Diario Caballo Rojo, Raúl González (pgs. 2-3) - 3.1.82 - Lima
42. "Sobre el APRA y la Ley de promoción agraria" - Diario no consgina, Ricardo Falla (pg. s/n) - 12.2.81 - Lima
43. "Por el duro camino principista" - Revista Equis, Fernando Vásquez (pgs. 8-9) - 19.12.79 - Lima
44. "Desarrollando la problemática aprista" - Revista Zurda, A Punto (Pg. s/n) - 15.11.79 - Lima
45. "Los partidos de izquierda" - Diario Correo, (pg. 1) - 1.11.79 - Lima
46. "Presentamos nuestra adhesión y respaldo al llamado del FOCEP- PCP- PSR" - Periódico Unidad, (pg. 1) - 23.8.79 - Lima
47. "Fundamentación plenamente justificada" - Revista Zurda, (pg. 16) - 4.7.79 - Lima
48. "La práctica enseña siempre: en triunfo o en derrota" - Periódico Línea, (pgs. 4-6) - 8.2.79 - Lima
49. "Formar unidad popular sin mutuas excomuniones" - Diario Expreso (pg. s/n) - 1978 - Lima
50. "De niño bien a niño terrible" - Diario Última Hora, Ricardo Muller (pg. 11) - 8.2.78 - Lima
51. "Buscamos alianza de toda la izquierda" - Diario Ojo (pg. s/n)- 16.4.78 - Lima
52. "No pregunto cuántos son, sino que vayan saliendo" - Revista Marka, (pg. 18-19) - 18.5-78 - Lima
53. "La izquierda está dividida" - Diario Ojo, Daniel Cumpa (pg. 18) - 11.12.77 - Lima
54. "Sobre el proceso político peruano" - Revista Crisis (Pgs. 1-18) - 24.3.74 - Argentina
55. [Regreso del exilio] - Revista Caretas, (pgs. 1-2) - 15.2.71 - Lima
56. "Diferencia de actitudes" - Revista Gestos, (pg. 2) - 1965 - Lima
57. [Declaraciones de RLC en relación de los sucesos de la plaza Dos de Mayo con motivo de la realización del paro del 28 de enero] - ESCRITA NO CONSIGNA, (pg. s/n) - 1984 - Lima
58. "Los frentes de defensa del pueblo", (pgs. 8-9) - 18-07-79 - Lima
59. "El Voto del Analfabeto", Diario Correo, (pgs. 11) -10-03-79 - Lima
60. "El Problema de la Prensa" Diario El Comercio, (pgs, 11) -7-06-79 - Lima
61. "La Izquierda en la Constituyente (II)", Diario Correo, -(pgs, 15) 30-08-79 Lima
62. "El Partido Mariátegui (V)", Diario Correo, (pgs. 10) -6-11-79 Lima
63. "Ilusiones polémicas", El Diario de Marka, (pgs, 23) -05-78
64. "Elecciones: interpretando sus Resultados", El Diario de Marka, (pgs. 18-20) -08-78
65. "El Reformismo Burgués Militar", El Diario de Marka, (pgs. 12-13) -11- 78
66. "Línea Popular", El Diario de Marka, (pgs. 24) -04- 78
67. "Sobre la actual situación política", El Diario de Marka, (pgs. 23-30) -05- 78
68. "El pueblo unido jamás será vencido a condición que este armado" El Diario de Marka, (pgs. 14) -05- 78
69. "Marcona: un hierro candente", El Diario de Marka, (pgs. 11) - 10-08-75